# Lijst van administratieve eenheden in Vĩnh Phúc
Deze lijst bevat een overzicht van administratieve eenheden in Vĩnh Phúc (Vietnam).

## Stad

### Vĩnh Yên
- Phường Đống Đa, Vĩnh Yên
- Phường Đồng Tâm, Vĩnh Yên
- Phường Hội Hợp
- Phường Khai Quang
- Phường Liên Bảo, Vĩnh Yên
- Phường Ngô Quyền, Vĩnh Yên
- Phường Tích Sơn
- Xã Định Trung, Vĩnh Yên
- Xã Thanh Trù

## Thị xã

### Phúc Yên
- Phường Đồng Xuân, Phúc Yên
- Phường Hùng Vương, Phúc Yên
- Phường Phúc Thắng, Phúc Yên
- Phường Trưng Nhị
- Phường Trưng Trắc, Phúc Yên
- Phường Xuân Hoà, Phúc Yên
- Xã Tiền Châu
- Xã Cao Minh, Phúc Yên
- Xã Nam Viêm
- Xã Ngọc Thanh, Phúc Yên

## Huyện

### Bình Xuyên
- Bá Hiến
- Đạo Đức, Bình Xuyên
- Gia Khánh, Bình Xuyên
- Hương Canh
- Hương Sơn, Bình Xuyên
- Phú Xuân, Bình Xuyên
- Quất Lưu
- Sơn Lôi
- Tam Hợp, Bình Xuyên
- Tân Phong, Bình Xuyên
- Thanh Lãng
- Thiện Kế, Bình Xuyên
- Trung Mỹ

### Lập Thạch
- Bắc Bình
- Bàn Giản
- Đình Chu
- Đồng ích
- Hoa Sơn, Lập Thạch
- Hợp Lý, Lập Thạch
- Lập Thạch
- Liên Hòa, Lập Thạch
- Liễn Sơn
- Ngọc Mỹ, Lập Thạch
- Quang Sơn, Lập Thạch
- Sơn Đông, Lập Thạch
- Thái Hòa, Lập Thạch
- Tiên Lữ
- Triệu Đề
- Tử Du
- Văn Quán, Lập Thạch
- Vân Trục
- Xuân Hòa, Lập Thạch
- Xuân Lôi

### Sông Lô
- Bạch Lưu
- Cao Phong, Sông Lô
- Đôn Nhân
- Đồng Quế
- Đồng Thịnh, Sông Lô
- Đức Bác
- Hải Lựu
- Lãng Công
- Nhân Đạo, Sông Lô
- Nhạo Sơn
- Như Thụy
- Phương Khoan
- Quang Yên
- Tam Sơn, Sông Lô
- Tân Lập, Sông Lô
- Tứ Yên
- Yên Thạch

### Tam Đảo
- Bồ Lý
- Đại Đình
- Đạo Trù
- Hồ Sơn, Tam Đảo
- Hợp Châu, Tam Đảo
- Minh Quang, Tam Đảo
- Tam Đảo
- Tam Quan, Tam Đảo
- Yên Dương, Tam Đảo

### Tam Dương
- An Hòa, Tam Dương
- Đạo Tú
- Đồng Tĩnh
- Duy Phiên
- Hoàng Đan
- Hoàng Hoa
- Hoàng Lâu
- Hợp Hòa, Tam Dương
- Hợp Thịnh, Tam Dương
- Hướng Đạo
- Kim Long, Tam Dương
- Thanh Vân, Tam Dương
- Vân Hội, Tam Dương

### Vĩnh Tường
- An Tường, Vĩnh Tường
- Bình Dương, Vĩnh Tường
- Bồ Sao
- Cao Đại
- Chấn Hưng
- Đại Đồng, Vĩnh Tường
- Kim Xá
- Lũng Hoà
- Lý Nhân
- Nghĩa Hưng, Vĩnh Tường
- Ngũ Kiên
- Phú Đa, Vĩnh Tường
- Phú Thịnh, Vĩnh Tường
- Tam Phúc
- Tân Cương, Vĩnh Tường
- Tân Tiến, Vĩnh Tường
- Thổ Tang
- Thượng Trưng
- Tứ Trưng
- Tuân Chính
- Vân Xuân
- Việt Xuân
- Vĩnh Ninh, Vĩnh Tường
- Vĩnh Sơn, Vĩnh Tường
- Vĩnh Thịnh, Vĩnh Tường
- Vĩnh Tường, Vĩnh Tường
- Vũ Di
- Yên Bình, Vĩnh Tường
- Yên Lập, Vĩnh Tường

### Yên Lạc
- Bình Định, Yên Lạc
- Đại Tự
- Đồng Cương
- Đồng Văn, Yên Lạc
- Hồng Châu, Yên Lạc
- Hồng Phương
- Liên Châu, Yên Lạc
- Nguyệt Đức, Yên Lạc
- Tam Hồng
- Tề Lỗ
- Trung Hà, Yên Lạc
- Trung Kiên, Yên Lạc
- Trung Nguyên
- Văn Tiến, Yên Lạc
- Yên Đồng, Yên Lạc
- Yên Lạc, Yên Lạc
- Yên Phương, Yên Lạc